# Sharad Pawar

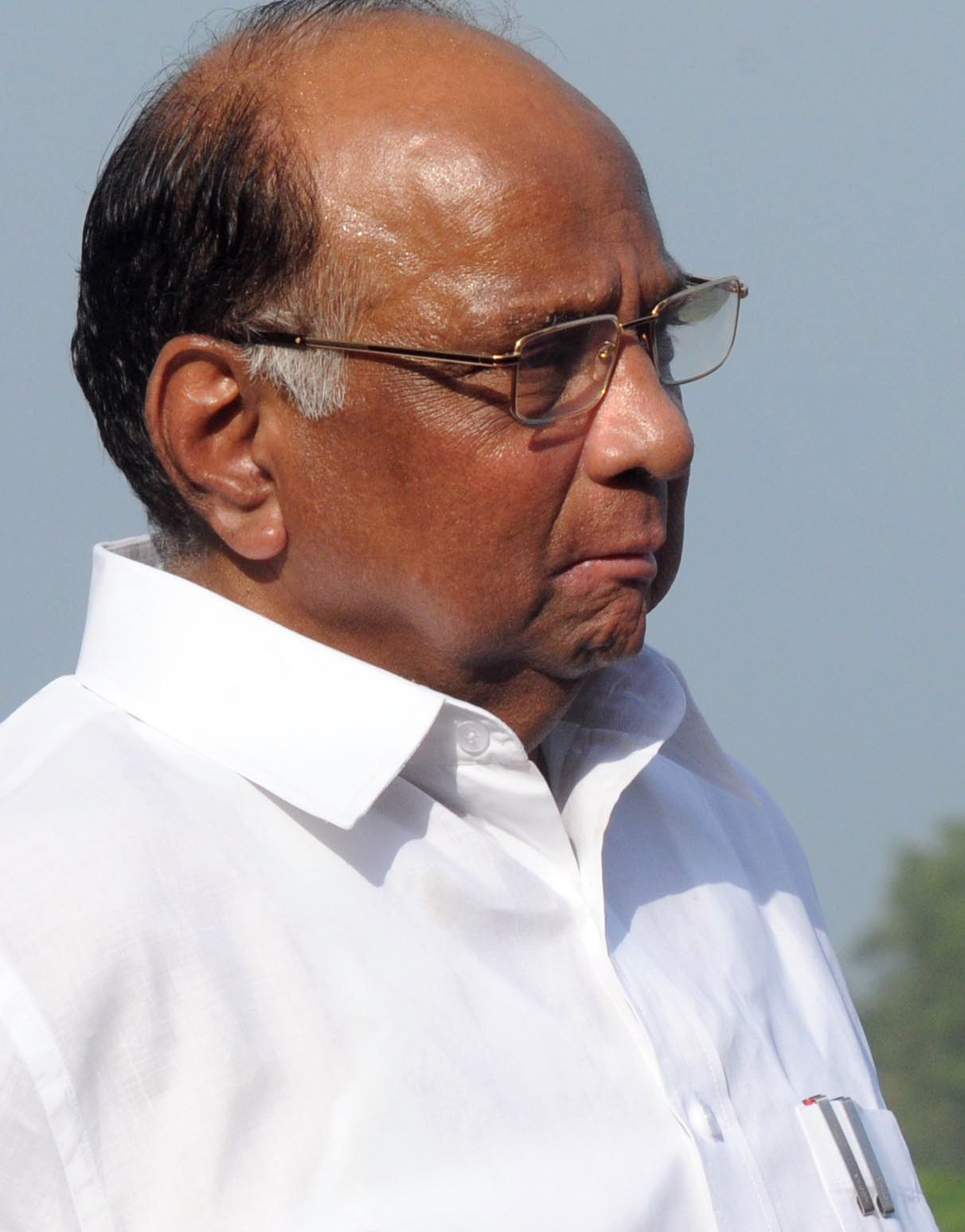
Sharad Pawar

Sharadchandra Govindrao Pawar (* 12. Dezember 1940 in Baramati, Distrikt Pune, Maharashtra) ist ein indischer Politiker.

## Leben
Pawar war in den 1990er Jahren ein führender Politiker der Kongresspartei. 1999 gründete er aufgrund von Opposition gegen die neue Parteivorsitzende Sonia Gandhi mit anderen gleichgesinnten Kongresspartei-Politikern eine neue Partei, die Nationalist Congress Party, die ihren Schwerpunkt im Bundesstaat Maharashtra hat. Im zweiten Koalitionskabinett von Manmohan Singh war er 2009–2014 Minister für Landwirtschaft und zeitweilig auch für die Ressorts Lebensmittelindustrie und Verbraucherangelegenheiten, Ernährung und Verteilung öffentlicher Güter zuständig.